# Joan Ferrer i Gasol

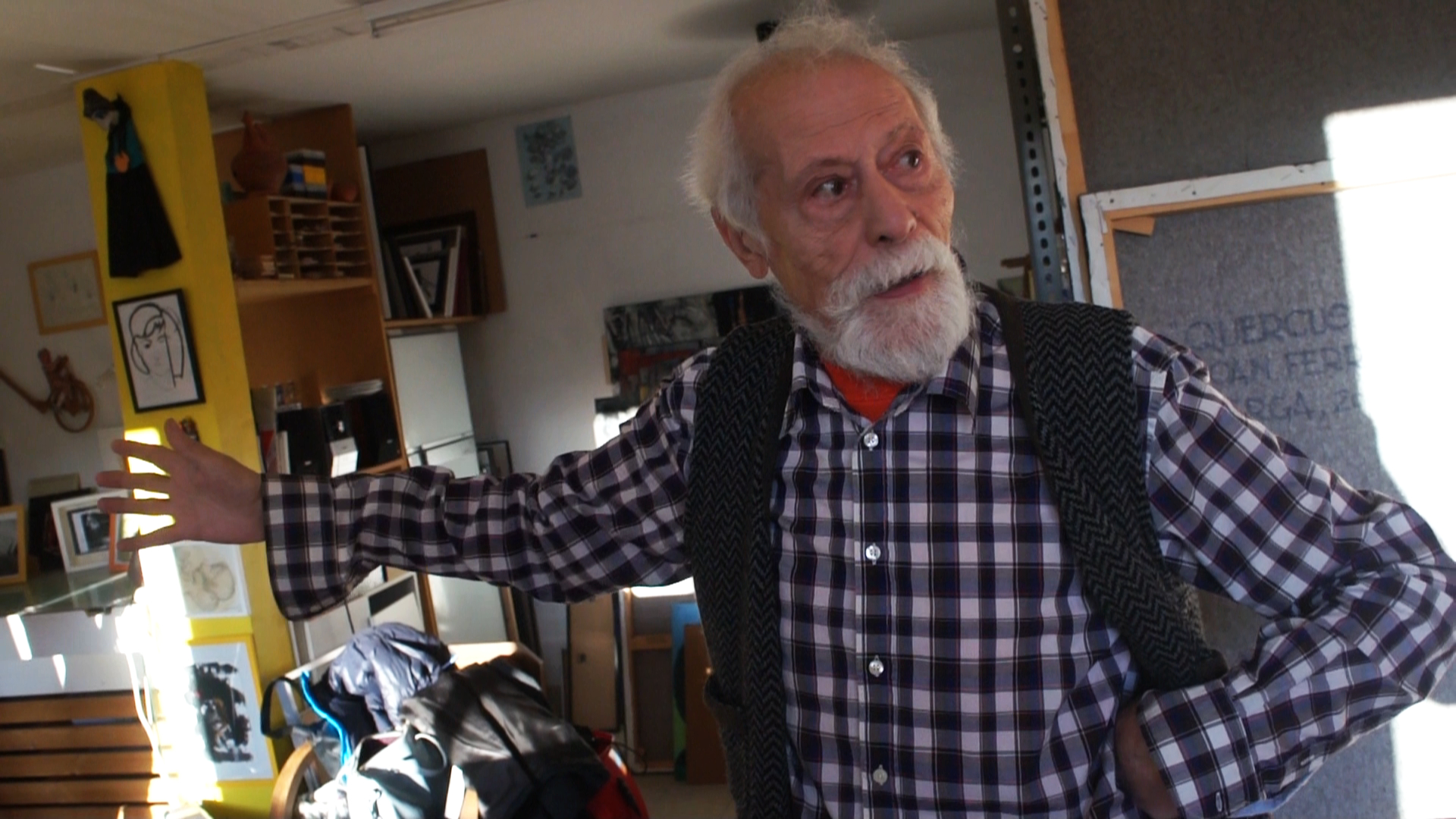
Joan Ferrer explica detalls de la seva obra en el seu estudi.

Joan Ferrer i Gasol   (Berga, 28 de febrer de 1937 - Berga, 27 de febrer de 2021) era un pintor, pedagog, teòric de l'art i activista cultural català. L'any 2010 l'Ajuntament de Berga li va concedir el premi a la Cultura de la Ciutat de Berga, a proposta de 34 entitats i 15 persones a títol individual. Va morir a Berga als 85 anys el dia 27 de febrer de 2021.

## Biografia
Joan Ferrer pinta des dels 15 anys, i va ser deixeble destacat de Josep Maria de Martín, amb qui adopta una concepció de la pintura geometritzant i intel·lectualitzada que mantindrà, amb matisos i evolucions, al llarg de la seva carrera.
Joan Ferrer ha compaginat la pintura amb altres activitats professionals, com la de delegat de banca i comercial. Durant els anys 70 es va traslladar a viure a Andorra, on va rebre el premi Rosa d'Or de pintura els anys 73 i 74 i el “Premi internacional” els anys 75 i 76. Durant les dècades dels 80 i 90, Joan Ferrer exposava habitualment a Barcelona. La seva obra es presentava anualment a la Galeria Greca i Foga 2. Aquests són anys de gran producció pictòrica i de projecció internacional, exposa a França i Holanda i participa en fires d'Art internacional: l'Artexpo a Barcelona i la KunstRAI d'Amsterdam.
La seva activitat pedagògica està lligada a les comarques de la Catalunya central: el Berguedà, Osona i el Solsonès. Va iniciar la seva tasca com a professor de pintura a Sant Boi de Lluçanès, a la sala d'art de l'ajuntament, durant els anys 70, on va instruir nombrosos alumnes. Més tard va continuar a Sant Llorenç de Morunys, fins a retornar a Berga, on va crear un taller de pintura que portava el seu nom. L'any 1980 va ser cofundador de l'Escola d'Art i Disseny del Berguedà Arxivat 2013-05-30 a Wayback Machine., inicialment amb activitat a Gironella i, a partir de l'any 1988, també a Puig Reig, i en va exercir el càrrec de director.Fou el director de l'associació de pintors Verdaguer 7. L'any 2020 se li va atorgar el Premi d'Honor de la Cultura del Berguedà 2020 després de protagonitzar una exposició antològica de la seva obra pictòrica al convent de Sant Francesc de Berga, on va exposar-hi 83 pintures i 19 obres sobre paper.
Era germà d'Agustí Ferrer i Gasol, exalcalde de Berga.